# 이방자
 이방자(李方子, 1901년 11월 4일~1989년 4월 30일)는 일본 제국의 구황족이자 영친왕 이은의 부인, 대한민국의 자선 사업가이다. 나시모토노미야 모리마사 왕의 제1여왕(장녀)이며 1920년 대한제국의 황태자였던 영친왕 '이은'의 비가 되었다. 전주이씨대동종약원에서 올린 사시(私諡)는 현덕정목온정자행비(顯德貞穆溫靖慈行妃)이다. 세례명은 마리아이며 혼전 이름은 나시모토노미야 마사코 여왕(일본어: 梨本宮方子女王), 나시모토 마사코(일본어: 梨本方子)이다.
결혼 후 일본에 줄곧 체류했으며 1945년 일본 패전 이후 1947년의 신적강하로 일본 황족의 지위를 잃었다. 이후 남편 의민태자 등과 한국 귀국을 시도했으나 거절당했다. 1963년 귀국 후 1963년 신체장애자재활협의회 부회장, 1966년, 장애인 재활단체 자행회(慈行會)를, 1967년, 언어장애인 및 소아마비장애인 복지단체 명휘원(明暉園)의 설립에 참여하고 자선사업을 하였다.

## 생애

### 이은과 결혼

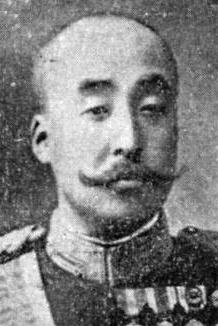
아버지 나시모토노미야 모리마사 왕

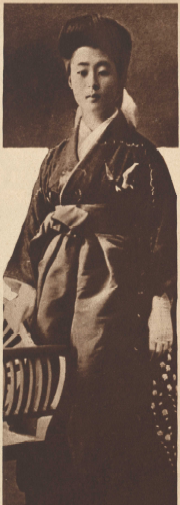
뉴욕트리뷴에 실린 이방자 (1919년)

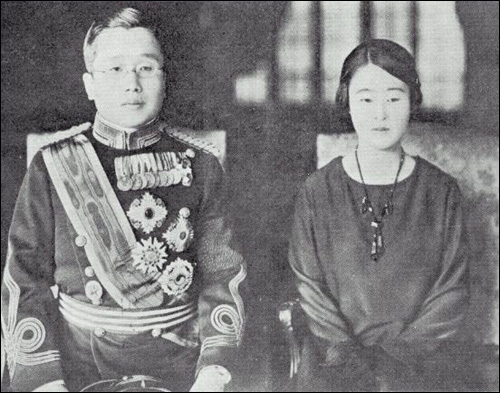
일본 육군대학을 졸업할 무렵의 영친왕 부부 (1923년)

1901년 11월 4일, 메이지 천황의 조카이자 황족인 나시모토노미야 모리마사 왕와 왕비 이쓰코의 장녀로서 일본 도쿄에서 태어났다. 할아버지 구니노미야 아사히코 친왕은 닌코 천황의 조카이자, 메이지 천황의 사촌이었다. 또한 그의 배다른 삼촌 히가시쿠니노미야 나루히코 왕은 메이지 천황의 딸 야스노미야 도시코 내친왕과 결혼하였으며, 제2차 세계대전 종전 이후 일본 제국 제43대 내각총리대신을 지내기도 하였다.
그는 사촌인 구니노미야 나가코 여왕 및 화족 이치조 도키코(이치조 사네테루 공작 영애) 등과 함께 메이지 천황의 동생의 손녀로서 황태자 히로히토 친왕의 강력한 배우자 후보로 떠올랐으나 조선 귀족들의 요청으로 1916년, 일본에 유학하고 있던 이은과 약혼하였다. 어릴 때 불임의 가능성이 있어 결혼을 시켰다는 것은 그저 결혼에 대해 조선에서 떠돌던 세간의 소문이며 근거가 있던 말은 아니었다. 실제로 결혼 이후 장남 진을 임신하였다. 
1920년, 일본 황실의 교육기관인 가쿠슈인 여자고등과를 거쳐 같은 해 4월 28일, 도쿄 롯폰기에서 결혼식을 올렸다. 1921년, 장남 진(晉)을 낳았다. 그러나 이듬해, 첫돌도 채 지나지 않은 진은 병약하게 태어나 한반도 방문 중 경성에서 갑자기 사망한다.
1931년, 둘째 구를 낳고 다시 단란한 생활을 하였다. 

### 일본 패전 이후
1945년, 제2차 세계대전 종전 후 일본에 체류 중이었다. 1947년 화족제도 폐지로 왕족의 지위도 동시에 폐지됨에 따라 신분이 강등되어 재산을 몰수당하고(신적강하), 이은의 복권을 두려워 했던 이승만 대통령의 방해로 귀국마저 좌절되었다. 일본에서는 그의 남편이 한국인이므로 재일 한국인으로 간주되었으나, 대한민국 정부에서는 부부가 한국인이라고 인정하지 않아 사실상 무국적자로서 고된 삶을 살았다. 
영친왕 부부는 결국 할 수 없이 일본 국적을 취득하였으나 1960년, 4.19 혁명으로 이승만이 하야, 새로 정권을 잡은 박정희 국가재건최고회의 의장의 초청으로 1963년, 가족과 함께 귀국하여 한국 국적을 회복하고 창덕궁 낙선재에 기거하였다. 1963년 귀국 직전 일본의 병원에서 유방암 수술을 받았다.

### 사회봉사활동
이방자는 대한민국에서 지내며 평소 남편과 구상해 온 사회봉사를 시작해 1963년, 신체장애자재활협의회 부회장에 취임하기도 하였으며 1966년, 장애인들의 재활을 위해 자행회(慈行會)를, 1967년, 언어장애인 및 소아마비장애인들의 사회 적응을 위해 명휘원(明暉園)을 각각 설립하는 한편, 해외 모금 활동과 칠보(七寶)를 통해 복지 사업 자금을 모았다.
1970년, 남편이 죽자 1971년, 지적장애어린이들의 교육을 목적으로 수원에 자혜학교(慈惠學校)를 설립하였다. 1973년, 숙원 사업이었던 영친왕기념사업회를 발족시켰으며 1982년에는 광명시의 명혜학교(明惠學校) 이사장으로 재직하는 등, 국가의 생활비 보조로 생계를 유지하는 어려운 생활 여건 속에서도 사회봉사에 정열을 쏟아 한국 장애인들의 어머니로 존경받았다. 일본에서는 한국인들의 존경을 받은 일본인으로 알려져 있다.
1983년 9월 자행회와 명휘원을 통합, 사회복지법인 명휘원으로 변경하고 명휘원 이사장은 목사 김우현에게, 자행회는 엄정복에게 넘기고 자신은 총재직에 올랐다. 1984년 가을 궁중의상 자선 쇼를 진행, 주관하였다. 그는 생애 후반에 그는 유방암, 직장암 등으로 수차례 병원 진료를 받기도 했다. 1984년 12월 직장암으로 병원에 입원했다가 1985년 1월 퇴원했다.

### 사망
말년에는 직장암으로 수술을 받은 후 일본에 있는 아들 구(玖)와 함께 지내기도 했으나 1년만에 귀국했다. 1989년 3월 9일 식도암으로 서울대학교 병원에 입원했다. 1989년 4월 30일, 서울 창덕궁 낙선재에서 식도암, 직장암 등의 합병증으로 운명하였다. 장례는 1989년 5월 8일, 각계 인사 등 1,000여 명이 참석한 가운데 국민장으로 치러졌으며 경기도 남양주 금곡동 홍유릉 영원(英園)에 의민태자와 합장되었다. 생전에 국민훈장 모란장을 수훈하였고 그 밖에도 서울특별시문화상, 적십자박애장 금장, 5·16민족상, 소파상 등을 수상한 바 있으며 많은 저서를 남겼다. 국민훈장 무궁화장에 추서되었다.
사후 s:영친왕비(고 이방자여사)로부터 유래하는 복식 등의 양도에 관한 대한민국 정부와 일본국 정부간의 협정이 체결되어 이방자 여사가 관리했다가 일본박물관에 보관되었던 궁중 복식이 대한민국으로 이전되었다.
2006년 11월, 일본 후지TV에서 의민태자 부부의 사랑을 그린 드라마 "무지개를 이은 왕비(虹を架ける王妃)가 방영되었다. 2007년 당시, 대한민국에서는 탤런트 김희애를 주연으로 의민태자비의 일대기를 그릴 드라마가 기획 중이었으나 독도를 둘러싼 한일 양국의 갈등이 빚어져 무산 됐으며, 그 이전에도 이휘향이 의민태자비 역할로 출연한 미니시리즈 드라마 왕조의 세월을 한국방송에서 방영된 바 있다.

### 칭호 논란
황태자비를 부르는 명칭은 영친왕비, 영왕비, 이방자 여사 등이다. 위에서 말했던 것처럼 이은의 영왕 칭호는 결혼 전에 폐지되었기 때문에 황태자비 또한 태자비(또는 이왕세자비)로서 혼인한 것이며, 친왕(왕자)과 황태자(왕세자)는 엄연히 다르기 때문에 영친왕비가 아닌 의민황태자비로 부르는 것이 옳다. 사실(史實)을 모르는 사람들이 영친왕비를 이방자 여사라고 흔히 부르는데 이방자라는 이름 자체가 일본식으로 나시모토노미야 마사코(梨本宮 方子)에서 신부의 성(姓)인 나시모토(梨本)를 떼고 신랑의 성(姓)인 이(李)를 붙여 이방자(李方子)로 칭하기도 한다.

## 가족 관계
- 아버지: 나시모토 모리마사(梨本守正, 1874년~1951년)
- 어머니: 나시모토 이쓰코(梨本伊都子, 1882년~1976년, 나베시마 나오히로 후작의 딸)
  - 여동생: 노리코 여왕(規子女王, 남편은 히로하시 다다미쓰広橋真光 백작) 겸 히로하시 백작 부인
  - 양남동생: 노리히코[6](徳彦, 친부는 다카 왕多嘉王)
    - 양조카: 다카오(隆夫, 옛 성씨는 간바야시神林)
- 시아버지: 고종
- 시어머니: 순헌황귀비
  - 남편: 영친왕 이은
    - 장남 이진(李晉, 1921년 8월 18일~1922년 5월 11일)
    - 차남 이구(李玖, 1931년 12월 29일~2005년 7월 16일)
- 조부 : 구니노미야 아사히코 친왕(久邇宮朝彦, 1824년 3월 27일~1891년 10월 25일)
- 외조부: 나베시마 나오히로(鍋島直大, 사가 나베시마 후작가 초대 당주)
  - 외삼촌: 나오미쓰(直映, 사가 나베시마 후작가 제2대 당주)
    - 외사촌동생: 나오야스(直泰, 사가 나베시마 후작가 제3대 당주, 일본의 골프 선수)

  - 외삼촌: 나오타다[7](直縄, 가시마 나베시마 자작가 초대 당주, 일본의 정치인)
    - 외사촌동생: 나오쓰구(直紹, 가시마 나베시마 자작가 제2대 당주, 일본의 정치인, 사가 현지사)

  - 이모부: 마쓰다이라 쓰네오(松平恆雄, 아이즈 마쓰다이라 자작가의 분가)
  - 이모: 노부코(信子)
    - 이종사촌여동생: 세쓰코(勢津子, 지치부노미야 야스히토 친왕의 부인, 숙부 마쓰다이라 모리오의 양녀)

  - 이모부: 마쓰다이라 유타카(松平胖, 다카마쓰 마쓰다이라 백작가의 분가)
  - 이모: 도시코(俊子)
    - 이종사촌여동생: 요시코(佳子, 의친왕의 서장남 이건의 부인)

## 저서
- 《지나온 세월》
- 《The World is One》
- 《세월이여 왕조여》

## 명예 박사 학위
- 한국외국어대학교 명예 철학박사
- 한사대학교 명예 사회과학 박사

## 수훈
- 보관장 훈이등(1919년)
- 서봉장(1922년)
- 보관장 훈일등(1926년)
- 국민훈장 모란장(1981년)
- 국민훈장 무궁화장(추서)

## 같이 보기
- 일제강점기